# Czesław Falkiewicz
Czesław Falkiewicz (ur. 9 września 1904 w Dąbrowicach, zm. 27 stycznia 1962 w Drobinie) – działacz komunistyczny.
W dzieciństwie pracował u zamożnych gospodarzy, w 1917 wyjechał do pracy do Niemiec, skąd wrócił w 1924, po czym odbył służbę wojskową i w 1926 podjął pracę w cegielni w Drobinie. Od 1933 członek KPP, działacz robotników cegielni i folwarcznych i od 1934 radykalnego ruchu ludowego. Brał udział w wojnie 1939. Podczas okupacji działał w organizacji Rewolucyjne Rady Robotniczo-Chłopskie "Młot i Sierp" i od 1942 w PPR i GL. Organizował komórki PPR w gminie Drobin, w 1944 wybrany do konspiracyjnej Powiatowej Rady Narodowej (PRN) oraz przewodniczącym Gminnej Rady Narodowej (GRN) w Drobinie; pozostawał na tym stanowisku do 1950. Po wojnie był pełnomocnikiem gminnym i brał udział w przeprowadzaniu reformy rolnej i później w zakładaniu rolniczych spółdzielni produkcyjnych, m.in. założył taką spółdzielnię w Drobinie w 1951. Za działalność komunistyczną został ukarany chłostą przez podziemie antykomunistyczne. Aktywista Komitetu Gminnego i Powiatowego PPR, a od 1948 PZPR. Został odznaczony Krzyżem Oficerskim Orderu Odrodzenia Polski.